# (16360) 1978 VY5
A (16360) 1978 VY5 a Naprendszer kisbolygóövében található aszteroida. Eleanor F. Helin és Schelte J. Bus fedezte fel 1978. november 7-én.